# والتر بيندر
والتر بيندر (14 ديسمبر 1958 في النمسا - ) هو لاعب كرة قدم نمساوي في مركز الوسط. لعب مع أدميرا فاكر مودلينغ وشتورم غراتس ونادي فينر وفيفورتنير ‏ وSV Stockerau ‏.

## وصلات خارجية
- والتر بيندر على موقع قاعدة بيانات كرة القدم.إي يو (الإنجليزية)
- والتر بيندر على موقع عالم كرة القدم.نت (الإنجليزية)